# انقلاب 1968 في جمهورية الكونغو
في 4 سبتمبر 1968، بعد عدة أيام من الاشتباكات العنيفة، أطاح الجيش بحكومة ألفونس ماسامبا-ديبا وأجبر ماسامبا-ديبا على الاستقالة. ثم أصبح ألفرد راؤول رئيس الدولة بالوكالة حتى يناير 1969 عندما تولى ماريان نغوابي الحكم، وهو رئيس نفس الحزب الذي أوصل ماسامبا-ديبا إلى السلطة.